# پنتازومی ایکس
پنتازومی ایکس (به انگلیسی: Pentasomy X) که با نام‌های ۴۹، XXXXX نیز شناخته می‌شود، یک ناهنجاری کروموزومی زنان است که در یک ژن به جای دو نسخه، پنج نسخه از کروموزوم X وجود دارد. پنتازومی X با کوتاهی قد، ناتوانی ذهنی، ویژگی‌های مشخصی در صورت، نقص مادرزادی قلب، ناهنجاری‌های اسکلتی و ناهنجاری‌های بلوغ و تولید مثل همراه است. این عارضه بسیار نادر بوده و شیوعی حدود ۱ در هر ۸۵۰۰۰ یا ۲۵۰۰۰۰ زن دارد.
این عارضه علائم بسیار متنوعی را شامل می‌شود و ترسیم یک تصویر قطعی از فنوتیپ‌های آن دشوار است. اگرچه ناتوانی ذهنی و جسمی در افراد مبتلا قابل توجه است اما به دلیل موارد تشخیص داده شده اندک، نتیجه‌گیری مطمئن در مورد آسیب‌شناسی و پیش‌آگهی آن غیرممکن است. پنتازومی X می‌تواند قبل از تشخیص قطعی با اختلالات کروموزومی شایع تر مانند سندرم داون یا سندرم ترنر اشتباه گرفته شود.
پنتازومی ایکس ارثی نیست و از طریق جدانشدن جفت کروماتیدها در تشکیل گامت‌ها رخ می‌دهد. در موارد نادر، ممکن است به موزاییک کروموزومی والدین نیز ارتباط داشته باشد. کاریوتیپ مشاهده شده در پنتازومی X به عنوان ۴۹، XXXXX نیز شناخته می‌شود؛ در حالت طبیعی ۴۶ کروموزوم در هستهٔ سلول‌های انسانی وجود دارد، اما در این اختلال ۴۹ کروموزوم (۳ کروموزوم X بیشتر) در کاریوتیپ سلولی بیمار مشاهده می‌گردد.

## معرفی
عمده‌ترین ویژگی‌های بالینی پنتازومی X، ناتوانی ذهنی، کوتاهی قد، ناهنجاری‌های اسکلتی- عضلانی و صورت و نقایص مادرزادی قلب است. اگرچه در یک مورد ثبت شده از این بیماری، فرد دارای هوش پایین‌تر از متوسط بوده‌است، اما در اکثر موارد شناخته شده دیگر، بیماران دارای میانگین ۵۰ در بهره هوشی و دارای ناتوانی ذهنی بوده‌اند. در نگاه کلی این بیماری یک ناتوانی ذهنی متوسط پدیدمی‌آورد که در آن ظرفیت شناختی یک بزرگسالان به اندازه ظرفیت شناختی یک کودک شش تا هشت ساله کاهش می‌یابد و فرد بیمار برای کسب مهارت‌های اولیه زندگی و شغلی نیازمند حمایت خواهد بود. هر چند برخی از دختران مبتلا به پنتازومی X به کمک آموزش استثنائی تحصیل می‌کنند اما بسیاری در مدارس عادی و از طریق جریان اصلی یا فراگیر مشغول به تحصیل اند.

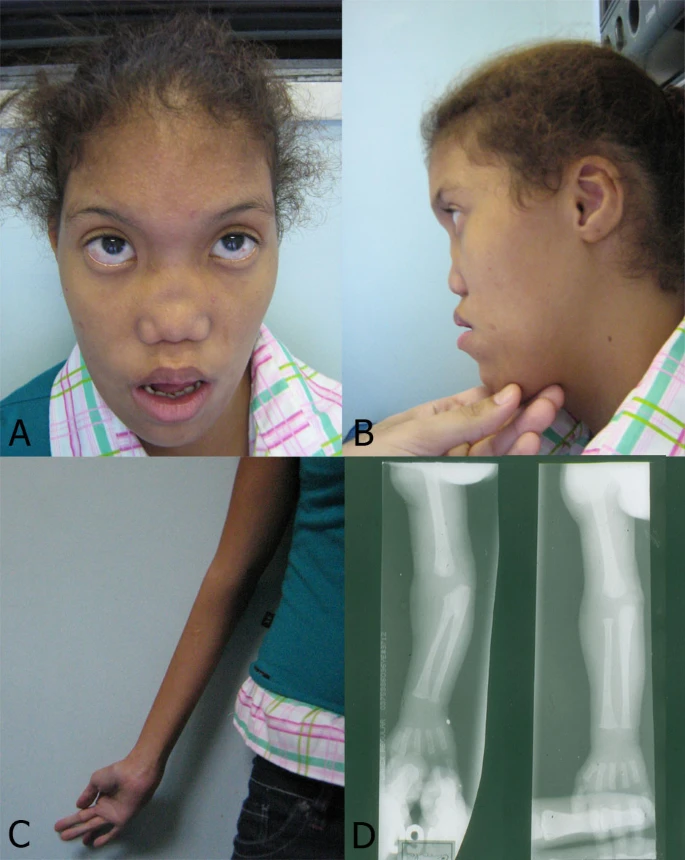
تصاویر مربوط به دختری ۱۵ ساله با پنتازومی ایکس که تغییرات در صورت، اندام و اسکلت را نشان می‌دهد.

پنتازومی X با تعدادی از ناهنجاری‌های فیزیکی، از جمله کوتاهی قد، کلینوداکتیلی (انگشتان صورتی خمیده)، و ویژگی‌های متمایز صورت همراه است. مشکلات رایج شامل میکروسفالی، کم شنوایی گوش‌ها، هایپرتلوریسم (فاصله زیاد بین چشم) و چین‌های اپیکانتی هستند. مشکلات نمایان در چهره، معمولاً به صورت «چهره درشت» توصیف می‌شوند که بسیار شبیه به مشکلات دیده شده در اختلال تترازومی X است. با توجه به اینکه بیشتر اختلالات قدیِ مابین پلی‌زومی‌های کروموزوم X بلند قدی است پنتازومی ایکس به دلیل ارتباط آن با کوتاهی قد، منحصربه‌فرد به حساب می‌آید. میانگین قد در پنتازومی X با یک انحراف معیار کمتر از حد نرمال است.:; یکی از یافته‌های تکراری هیپوتونی اغلب شدید، است، مانند مشکلات اسکلتی، عضلانی مرتبط مانند دیسپلازی هیپ. شدت دررفتگی مکرر مفصل ممکن است منجر به تشخیص افتراقی سندرم لارسن شود.در یک مورد گزارش شده، این نکته مورد توجه قرار گرفته بلوغ استخوان ممکن است به تعویق بیفتد. یکی دیگر از یافته‌های تورودنتیسم اسکلتی بوده که در آن پالپ دندان‌ها تا ریشه‌ها بزرگ شده‌است. البته سایر ناهنجاری‌های دندانی مانند از دست دادن دندان و پوسیدگی شدید دندان نیز گزارش شده‌است. این یافته‌ها مختص پنتازومی X نیستند، بلکه به‌طور کلی در آنوپلوئیدی‌های کروموزوم جنسی مشترک هستند که به‌طور خاص شباهت زیادی به همتای 49,XXXXY مرد است. چین‌های اپیکانتی و هایپرتلوریسم نیز در تترازومی و تریزومی X مشاهده می‌شوند، در حالی که کلینوداکتیلی و سینوستوز رادیوولنار در تمام آنوپلوئیدی‌های کروموزوم جنسی دیده می‌شوند و تورودنتیسم به‌طور خاص در پلی‌زومی‌های کروموزوم X رایج است.
نقایص قلبی نیز با این سندرم مرتبط است. پنتازومی ایکس یکی از بالاترین میزان نقایص مادرزادی قلبی را در بین تمامی اختلال‌های کروموزومی دارد، به طوری که ۵۶٫۵ درصد از بیماران ثبت شده دارای نوعی نقص قلبی هستند. به ویژه مجرای شریانی باز شایع است. اکثر مواقع چنین شرایطی بدون درمان جراحی بهبود می‌یابند، اگرچه تعداد کمی از آنها به جراحی نیاز دارند. نقص دیواره بین‌بطنی نیز زیاد است. سایر مشکلات پزشکی داخلی که اغلب گزارش می‌شود شامل نقص در کلیه و مجاری ادرار است. هرچند نادر اما صرع با این عارضه مرتبط است، در کل آنوپلوئیدی‌های کروموزوم جنسی، صرع معمولاً خفیف و قابل درمان است، در گزارش‌هایی که به صرع در پنتازومی X اشاره شده با درمان برطرف شده‌اند و در نتیجه نیاز به ادامه درمان با داروهای ضد صرع نبوده‌است.
بلوغ در پنتازومی X تغییر می‌کند، هرچند که تعداد کمی از بزرگسالان مبتلا به این بیماری مشاهده و گزارش شده، لذا دامنه کامل چنین تغییراتی نامشخص است. در تترازومی X، نیمی از زنان به‌طور طبیعی به بلوغ می‌رسند و نیمی نیز به بلوغ نرسیده یا بلوغ ناقص را تجربه می‌کنند. برخی از نوجوانان و بزرگسالان مبتلا به پنتازومی X بلوغ زودرس را تجربه می‌کنند، همچنین برخی نارسایی زودرس تخمدان (یائسگی زودرس) و برخی رشد بلوغ ظاهراً غیرقابل توجه داشته‌اند. هرچند دستگاه تناسلی خارجی به‌طور کلی طبیعی است، اما اختلال عملکرد غدد جنسی از جمله اختلال عملکرد تخمدان یا یک رحم کوچک غیر معمول زیاد است. در هیچ موردی زنان مبتلا به پنتازومی X بچه دار نشده‌اند، اگرچه احتمال باروری کاهش می‌یابد، اما امکان‌پذیر است.
اطلاعات کمی در مورد فنوتیپ روانی و رفتاری پنتازومی X وجود دارد. دختران و زنان مبتلا به این اختلال اغلب خجالتی توصیف می‌شوند. این صفات با سایر اختلالات ناشی از کپی‌های اضافی کروموزوم X، مشترک است. تأخیر در رشد می‌تواند باعث ایجاد مشکل در برقراری ارتباط و در نتیجه ناامیدی و عصبانیت شود. هر چند عموماً این سندرم با مشکلات رفتاری شدید همراه نیست.
تعدادی از اختلالات از جمله پنتازومی X. به عنوان همراه با آنیوپلوئیدی‌های کروموزوم جنسی گزارش شده‌است، در یک گزارش اعلام شده، پنتازومی X در کنار سندرم هیپرایمونوگلوبولین E نادر رخ داده‌است. سایر ارتباطات شامل فلج مغزی و ناهنجاری دندی-واکر احتمالاً تصادفی است.

## علل

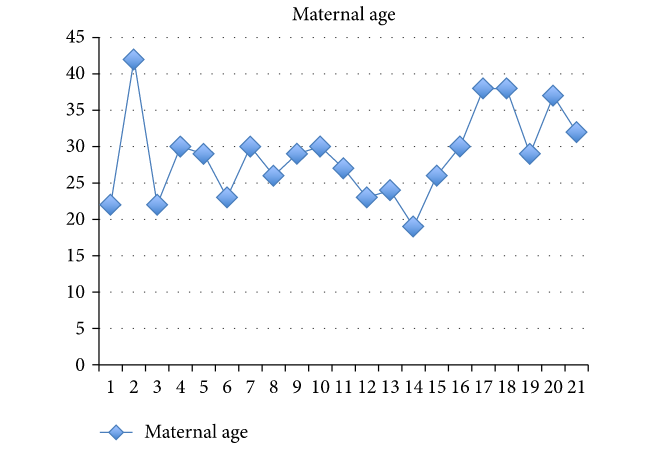
سن مادر در ۲۱ مورد پنتازومی X، نشان دهنده رابطه نامشخص است

پنتازومی ایکس به دلیل عدم جداسازی کروماتیدها در میوز ایجاد می‌شود، فرآیندی که از طریق آن گامت‌ها (تخمک یا اسپرم) با کروموزوم‌های بسیار زیاد یا خیلی کم تولید می‌شود. در حالت عدم تفکیک، کروموزوم‌های همولوگ یا کروماتیدهای خواهر هنگام تولید گامت‌ها به درستی از هم جدا نمی‌شوند. در تترازومی و پنتازومی کروموزوم جنسی، کروموزوم‌های اضافی به‌طور مداوم از یکی از والدین به ارث می‌رسد. در تمام موارد شناخته شده پنتازومی X، کروموزوم‌های اضافی از مادر به ارث برده شده‌است. به نظر می‌رسد که این مربوط به نقش‌گذاری ژنومی باشد. به‌طور خاص، این فرضیه وجود دارد که جایگاه کروموزومی خاصی روی کروموزوم‌های جنسی تحت تأثیر قرار می‌گیرند، به طوری که فقط چاپ بیش از حد مادر می‌تواند زنده بماند، و موارد پنتازومی X که کروموزوم‌های اضافی از پدر به ارث رسیده‌اند، با زندگی ناسازگار خواهند بود. و همچنین در طول رشد گامت، عدم تفکیک می‌تواند پس از لقاح رخ دهد، که منجر به یک کاریوتیپ موزاییک می‌شود.
عدم انشعاب مربوط به سن بالای مادر است، اگرچه به دلیل نادر بودن آن، تأثیر سن مادر در پنتازومی X نامشخص است. سندرم‌های رایج آنئوپلوئیدی، مانند سندرم داون و سندرم کلاین فلتر، رابطه قوی با سن مادر دارند. پنتازومی X ارثی نیست و ناشی از اقدامات والدین نیز نیست. با این حال، در موارد نادر، پنتازومی X ممکن است به موزائیسم کروموزومی در والدین مربوط باشد.
غیرفعال‌سازی کروموزوم ایکس یک عامل اصلی در پنتازومی X است. این فرآیندی است که از طریق آن ژن‌های موجود در نسخه‌های دوم (یا بالاتر) کروموزوم X خاموش می‌شوند، به طوری که هر سلول فقط یک نسخه فعال از کروموزوم را دارد. با این حال، به نظر می‌رسد که غیرفعال‌سازی کروموزوم X در پنتازومی X مختل می‌شود و به نیمی از ماده ژنتیکی ظاهراً غیرفعال اجازه می‌دهد عملاً کار کند. فرض بر این است که این امر به فنوتیپ شدید این بیماری در مقایسه با سایر آنوپلوئیدی‌های کروموزوم جنسی کمک می‌کند.

## تشخیص
آنیوپلوئیدیهای کروموزومی مانند پنتازومی X از طریق فرایند کاریوتیپ یا آزمایش کروموزوم تشخیص داده می‌شوند. تشخیص را نمی‌توان تنها بر اساس فنوتیپ انجام داد، زیرا چندین بیماری دیگر به‌طور مشابه وجود دارند.
فنوتیپ پنتازومی X مختص این اختلال نیست و بسیاری از شرایط دیگر می‌توانند تشخیص‌ها افتراقی باشند. یکی از آنها تترازومی X است، یک اختلال مرتبط که در آن یک دختر یا زن دارای چهار نسخه از کروموزوم X است. مشخصات کلی شرایط مشابه است، با تأخیر در رشد، ویژگی‌های بدشکلی خفیف، و ناهنجاری‌های مادرزادی مشترک مانند کلینوداکتیلی و سینوستوز رادیوئولنار است. با این حال، فنوتیپ پنتازومی X شدیدتر از تترازومی X است، با بهره هوشی پایین‌تر و بدشکلی شدیدتر. پنتازومی X همچنین دارای ویژگی‌های دیگری است که در تترازومی غیرمعمول است، مانند کوتاهی قد. کاریوتیپ‌های موزاییکی با سلول‌های ۴۸، XXXX و ۴۹، XXXXX نیز امکان‌پذیر است. اگرچه موارد بسیار کمی از موزاییک گزارش شده‌است، فنوتیپ از نظر شدت بین تترازومی و پنتازومی X متوسط به نظر می‌رسد
تشخیص افتراقی بالقوه دیگر سندرم داون است. ویژگی‌های این دو بیماری با هم همپوشانی دارند و ممکن است برخی از دختران مبتلا به پنتازومی X قبل از تعیین دقیق علائم بیماری ژنتیکی داون را داشته باشند. شرایط ممکن است در همان ردیف‌های خانوادگی تکرار شوند. همچنین، ممکن است مشخص شود که برخی از بیمارانی که به استناد تشخیص به روش فنوتیپ سندرم داون دارند، احتمالاً در واقع مبتلا به پنتازومی X باشند.
فنوتیپ پنتازومی X همچنین با فنوتیپ سندرم ترنر مقایسه شده‌است، که مشخصه آن زنی با یک نسخه از کروموزوم X است. ترنر و پنتازومی ایکس هر دو اختلالات مختص زنان هستند با علائمی مشابه که با کوتاهی قد، نقص قلبی و رشد غیرطبیعی بلوغ مشخص می‌شوند. هر چند، ناتوانی‌های ذهنی مشاهده شده در پنتازومی X در سندرم ترنر نادر است.

## پیش‌بینی
پیش‌آگهی بلند مدت پنتازومی X به دلیل شیوع کم آن نامشخص است. اگرچه برخی بررسی‌ها به دلیل نقص‌های مادرزادی مشاهده‌شده در موارد شدید، پیش‌آگهی ضعیفی دیده می‌شود، گروه‌های حمایتی ناهنجاری‌های خفیف‌تری را نسبت به معمول در سوابق پزشکی گزارش می‌کنند، از جمله در سلامتی بزرگسالان مبتلا به پنتازومی X. طیف شدت متفاوت است. حمایت طولانی مدت ثابت است، اگرچه برخی از زنان گزارش شده که می‌توانند به صورت پاره وقت کار کنند و برخی از امور خود را مدیریت کنند. برای تترازومی کروموزوم جنسی و اختلالات پنتازومی به‌طور کلی، پیش آگهی خوبی با حمایت زیاد والدین و شخصی مرتبط است. گزارش شده‌است که دختران و زنان مبتلا به پنتازومی X که مراقبان آنها به عنوان حامیان موفقیت آنها عمل کرده‌اند، در سطوح فردی و اجتماعی بالاتری نسبت به ثبت عمومی گزارش‌های پزشکی دست یافته‌اند.

## همه‌گیرشناسی
پنتازومی X بسیار نادر است. تخمین زده می‌شود که این اختلال در حدود ۱ در ۲۵۰۰۰۰ زن رخ می‌دهد. برخی برآوردهای بالاتری را نشان می‌دهند که این وضعیت ممکن است به ۱ در ۸۵۰۰۰ افزایش داشته باشد، همان‌طور که در سندرم 49,XXXXY مشاهده شد. کمتر از ۳۰ مورد از این اختلال در سوابق پزشکی گزارش شده‌است، اگرچه حدس زده می‌شود که موارد بسیار زیادی تشخیص داده نشده‌اند. پنتازومی X فقط در زنان رخ می‌دهد، زیرا کروموزوم Y در بیشتر موارد برای رشد جنسی مردان ضروری است.

## تاریخچه
پنتازومی ایکس اولین بار در سال ۱۹۶۳ در یک دختر دو ساله که به دلیل ناتوانی ذهنی شدید کاریوتیپ شده بود، تشخیص داده شد. در آن زمان، چهار مورد از سندرم XXXXY قبلاً ثبت شده بود. پنتازومی X یکی از آنوپلوئیدی‌های کروموزوم جنسی بعدی بود که کشف شد و قبل از آن ترنر، کلاینفلتر و تریزومی X در سال ۱۹۵۹، سندرم XXYY در سال ۱۹۶۰، و XYY و تترازومی X در سال ۱۹۶۱. در زمان بررسی اولیه لیندن، بندر و رابینسون در مورد تترازومی و پنتازومی کروموزوم جنسی در سال ۱۹۹۵، تنها ۲۵ مورد ثبت شده بود که بزرگ‌ترین مورد در یک دختر ۱۶ ساله بود در اواخر سال ۲۰۱۱، در نتیجه مطالعات ادعا شد که هیچ زن بالغ مبتلا به پنتازومی X مشخص نشده‌است، اگرچه سازمان اختلالات کروموزومی Unique در سال ۲۰۰۵ گزارش کرده بود که مسن‌ترین عضوش با پنتازومی X 29 ساله بوده.